# Умаров, Шохбоз Хусниддин огли
Шохбоз Хусниддин огли Умаров (род. 9 марта 1999, Ташкент) — узбекистанский футболист, полузащитник казахстанского клуба «Туран».

## Клубная карьера
Начал свою футбольную карьеру в молодёжном составе футбольного клуба «Пахтакор» Ташкент.
В 2018 году дебютировал на профессиональном уровне в матче «Согдиана» Джизак — АГМК Алмалык, выйдя на замену на 76-й минуте вместо Зохира Пиримова. Сыграв за АГМК 3 игры за два сезона, перебрался в Белоруссию, подписав контракт до конца сезона-2020 с ФК «Энергетик-БГУ» Минск. 19 марта 2020 года дебютировал в высшей лиге в матче против борисовского БАТЭ. Дебютный гол в высшей лиге забил 31 мая 2020 года в игре против «Витебска». 17 июля 2020 года БАТЭ объявил о заключении контракта с Умаровым, но футболист продолжил выступать за минский клуб на правах аренды, сыграв во всех 30 матчах чемпионата. С сезона-2021 играет за БАТЭ.
В июле 2022 года отправился в аренду в казахстанский клуб «Ордабасы». Дебютировал за клуб 17 июля 2022 года в матче Кубка казахстана против клуба «Аксу». В следующем кубковом матче 22 июля 2022 года против клуба «Атырау» отличился первым результативным действием, записав на свой счёт результативную передачу. Дебютировал в казахстанской Премьер Лиге 21 августа 2022 года против клуба «Актобе», где футболист заработал жёлтую карточку и отличился результатвной передачей. По окончании сезона стал обладателем Кубка Казахстана. По окончании арендного соглашения вернулся в борисовский БАТЭ.
В декабре 2022 года появилась информация, что в «Ордабасы» заинтересованы в продлении сотрудничества с футболистом, однако на него также претендуют ещё несколько клубом казахстанской Премьер Лиги. В январе 2023 года в пресс-службе борисовского БАТЭ сообщили, что футболист начнёт сезон за пределами белорусского чемпионата. Вскоре 19 января 2023 года футболист покинул борисовский клуб и перешёл в «Ордабасы», который выкупил контракт футболиста. Сумма трансфера составила порядка 50 тысяч евро.

## Международная карьера
В октябре 2021 года футболист получил вызов в национальную сборную Узбекистана. Дебютировал за сборную в товарищеском матче 9 октября 2021 года против сборной Малайзии, выйдя на замену на 71 минуте.

## Достижения
АГМК
- Обладатель Кубка Узбекистана: 2018

БАТЭ
- Обладатель Кубка Белоруссии: 2020/2021

«Ордабасы»
- Обладатель Кубка Казахстана: 2022
- Чемпион Казахстана: 2023